# ویلا ورده
ویلا ورده (به ایتالیایی: Villa Verde) یک کومونه در ایتالیا است که در استان اریستانو واقع شده‌است. ویلا ورده ۱۷٫۳ کیلومتر مربع مساحت و ۳۷۰ نفر جمعیت دارد.